# Langenfeld (Rajna-vidék-Pfalz)
Langenfeld település Németországban, Rajna-vidék-Pfalz tartományban. Lakosainak száma 675 fő (2023. december 31.).

## Népesség
A település népességének változása:
| Lakosok száma | 753  | 676  | 647  | 658  | 656  | 668  | 675  |
|               | 1975 | 2014 | 2017 | 2019 | 2021 | 2022 | 2023 |